# Poekilocerus bufonius
Poekilocerus bufonius is een rechtvleugelig insect uit de familie Pyrgomorphidae. De wetenschappelijke naam van deze soort is voor het eerst geldig gepubliceerd in 1832 door Klug.